# Styggtjärnen (Ljusnarsbergs socken, Västmanland)
Styggtjärnen är en sjö i Ljusnarsbergs kommun i Västmanland och ingår i Norrströms huvudavrinningsområde.